# Rønbjerg Sogn
Rønbjerg Sogn var et sogn i Skive Provsti (Viborg Stift). 1. juni 2018 blev Rønbjerg Sogn lagt sammen med Estvad Sogn under navnet Estvad-Rønbjerg Sogn.
I 1800-tallet var Rønbjerg Sogn anneks til Estvad Sogn. Begge sogne hørte til Ginding Herred i Ringkøbing Amt. Estvad-Rønbjerg sognekommune blev ved kommunalreformen i 1970 indlemmet i Skive Kommune. 
I Rønbjerg Sogn ligger Rønbjerg Kirke.
I sognet findes følgende autoriserede stednavne:
- Klovenhøj (areal)
- Rønbjerg (bebyggelse, ejerlav)
- Rønbjerg Mose (areal)
- Rønbjerg Stationsby (bebyggelse)
- Vejlgård (bebyggelse)
- Vester Lidegårde (bebyggelse)